# Molophilus fenderi
Molophilus fenderi är en tvåvingeart som beskrevs av Alexander 1952. Molophilus fenderi ingår i släktet Molophilus och familjen småharkrankar. Inga underarter finns listade i Catalogue of Life.